# Eat the Schoolgirl
Eat the Schoolgirl, auch Eat the School Girl, (jap. コギャル喰い　大阪テレクラ篇, Kogyaru-gui: Ōsaka Terekura Hen, dt. „Kogalessen: Osaka-Terekura-Kapitel“) ist ein japanischer Low-Budget-Erotikthriller mit Elementen des Splatters von Naoyuki Tomomatsu aus dem Jahr 1997.
Der kontroverse Film mit exzessiven Gewaltdarstellungen und zahlreichen Tabu brechenden Misshandlungen wurde erstmals am 10. März 1997 in Japan veröffentlicht. Eine deutsche DVD-Veröffentlichung ist derzeit nicht geplant, es existiert lediglich eine am 18. März 2005 erschienene Japan-Shock-DVD, die allerdings eine deutsche Synchronisation als auch deutsche Untertitel enthält. Jene sind jedoch allerhöchstens als frei übersetzt zu bezeichnen; zudem wurde bei der deutschen Synchronisation die komplette, im Original sehr düstere und beklemmende Hintergrundmusik durch einen Ambient-Soundtrack, wie er bei Erotikfilmen häufig eingesetzt wird, ersetzt. Dadurch wird der bizarr-düstere Grundton der Originalfassung erheblich verfälscht.

## Handlung
Zwei psychisch gestörte, namentlich nicht genannte Männer verrichten niedere Dienste für eine Yakuza-Organisation und verdienen mit harten Vergewaltigungspornos ihren Lebensunterhalt. Einer der beiden ist ein stotternder junger Mann mit einer krankhaften Libido, wohingegen sein Partner, der Hauptdarsteller, ein telefonsexsüchtiger Psychopath ist. Letzterer leidet seit Jahren unter Visionen engelsgleicher Wesen als Folge von traumatisierenden Kindheitserfahrungen. Diese motivieren ihn als Transvestit in Schulmädchenuniform verkleidet, wahllos Leute abzuschlachten.
Eines Tages erscheint dem sexuell gestörten Protagonisten in einer psychopathischen Halluzination ein weiblicher „Engel“, woraufhin er beginnt, seine sadistische Veranlagung auszuleben und Frauenbekanntschaften zu vergewaltigen und zur bizarren Luststeigerung zu ermorden. Durch seine nunmehr ausgelebte Perversion, eine sonderbare Verbindung aus extremer Gewalt und Sex, erlangt er im Angesicht seiner zuvor abgeschlachteten Geschlechtspartnerin die ersehnte sexuelle Befriedigung. Als er irgendwann die frustrierte Gefährtin seines Partners tötet und später auch seine masochistisch geprägte Engel-Erscheinung verliert, wird er am Ende des Films vom rachsüchtigen Partner ermordet. In dieser Situation erfährt er kurz vor seinem Ableben, befreit von jeglichen Visionen seine Erleuchtung.